# Carrer de Monterols
El carrer de Monterols és un carrer de la ciutat de Reus que va de la plaça del Mercadal a la plaça de Prim. Situat al centre històric de Reus, és el carrer més popular de la ciutat, i el més cèntric. Pren el nom de la partida de terra de Monterols, cap on conduïa el camí que sortia pel portal de Monterols, a la plaça de Prim, continuava cap a les basses del Pedró pel que ara és el carrer de Llovera i seguia en direcció a la muntanya. El Portal de Monterols està documentat almenys des del 1302, i d'allà en sortien ramals que anaven als pobles situats a ponent i al nord de la ciutat. Des de l'any 1902 fins al 1907, el carrer de Monterols va portar oficialment el nom de Marià Fortuny, en honor del conegut pintor reusenc, i se'l va tornar a retolar així després de la guerra civil, fins que el 1954 va recuperar el nom popular.

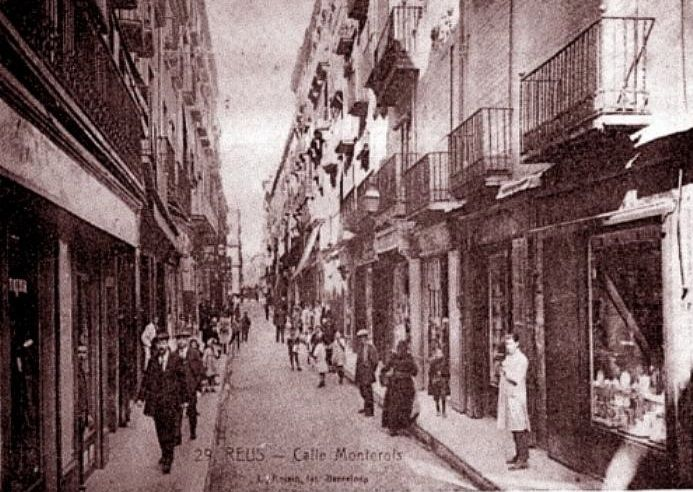
Carrer de Monterols des de la plaça del Mercadal el 1909

El periodista i historiador reusenc Francesc Gras i Elies explica que el 1802 es va enderrocar la porta de la muralla que hi havia al final d'aquest carrer. Diu que el carrer de Monterols és on hi ha els més elegants comerços de Reus i que als vespre es converteix en un lloc de reunió. L'alcalde Joan Martell el va urbanitzar el 1855, fent alinear les cases que sobresortien. Gras també diu que en aquest carrer hi va néixer l'erudit Pròsper de Bofarull i els seus nebots Andreu i Antoni de Bofarull, i que encara es conserva allà (1902) la casa Pomerol, constructora de campanes, iniciada el segle xvii i que rep comandes de tot el país.
Al carrer de Monterols hi podem trobar alguns exponents de l'arquitectura modernista reusenca, com ara la casa J. Ll., Cal Pujol, la Drogueria Roca, Cal Carpa o la Casa Laguna, moltes d'aquestes obra de l'arquitecte Pere Caselles.